# مكتبة خضراء

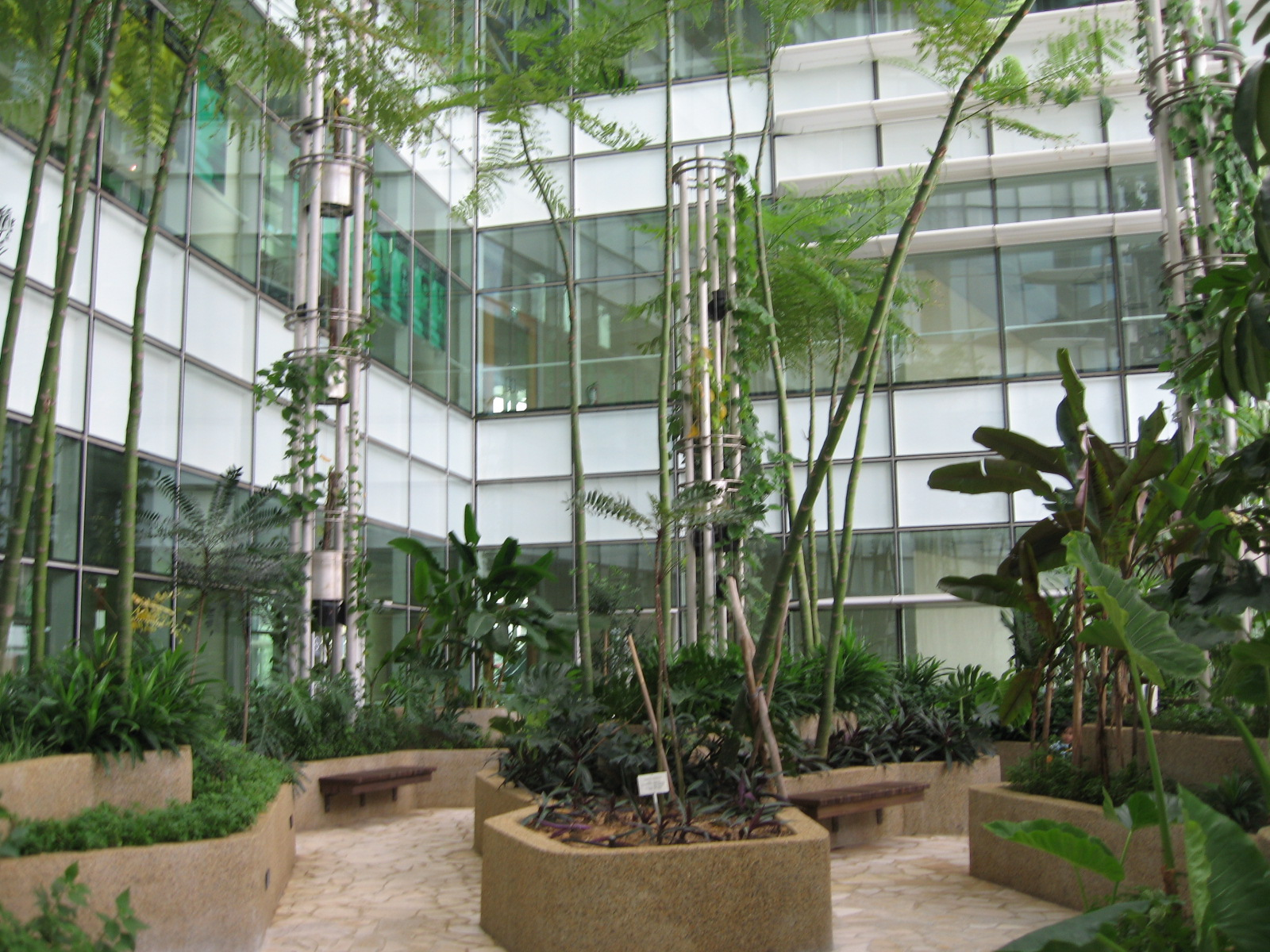

صُممت المكتبات الخضراء من أجل تقليل التأثير السلبي على البيئة الطبيعية وتحسين البيئة الداخلية لأقصى حد من خلال الاختيار الدقيق للموقع واستخدام مواد البناء الطبيعية والمنتجات القابلة للتحلل والحفاظ على الموارد (المياه والطاقة والورق) والتخلص من النفايات بمسؤولية عالية (إعادة التدوير وغيرها) في البناء بالإضافة لتجديد المكتبات. تُحقَق المكتبات الخضراء الاستدامة بشكل متزايد من خلال الحصول على شهادة الريادة في الطاقة والتصميم البيئي وهو نظام تصنيف طُور وأُدير بواسطة مجلس المباني الخضراء الأمريكي.
تُعتبر المكتبات الخضراء جزءاً من حركة المباني الخضراء الكبيرة كما تُعرف أيضاً باسم المكتبات المستدامة حيث بُنيت في جميع أنحاء العالم بالاشتراك مع العديد من المشاريع البارزة والتي أخذت الفكرة للتيار الرئيسي، يُعتبر التصميم الأخضر اتجاهاً ناشئاً (جنباً إلى جنب مع المكتبة 2.0) إذ يحدد تصميم مكتبات القرن الحادي والعشرين. يرى الكثيرون أن للمكتبة دوراً فريداً في حركة المباني الخضراء بسبب الرسالة الإيثارية التي تقدمها وطبيعتها العامة والتربوية وحقيقة أن المكتبات الجديدة عادة ما تكون مشاريع بارزة ومدعومة من المجتمع.

## شروط المكتبة الخضراء
هناك العديد من الطرق لتعريف مكتبة ما على أنها مكتبة خضراء، ولكن هناك العديد من المواضيع والنقاط الرئيسية المشتركة بينها جميعها، إذ تشترك جميعها بمحاولة تقليل التأثير السلبي للمبنى على البيئة المحلية مع محاولة إيجاد تأثير إيجابي في حال أمكن ذلك، والحد من استخدام المياه والطاقة من خلال تصميم المبنى بطريقة تزيد من استخدام الموارد الطبيعية والمتجددة مع دمج المساحات الخضراء والغطاء النباتي الحقيقي في موقع وتصميم المبنى -يُفضل استخدام نباتات مقاومة للجفاف أو استخدام النباتات المحلية- بالإضافة للمحافظة على جودة الهواء الداخلي ضمن مستويات عالية للمساعدة في ضمان صحة الأشخاص المقيمين في المبنى.

### الريادة في تصميمات الطاقة والبيئة
على الرغم من هناك العديد من الطرق لعمل التصميم المستدام فإن ظهور هذا التوجه خلق طلباً كبيراً جداً عليه. طورت المنظمة غير الهادفة للربح في الولايات المتحدة وهي مجلس المباني الخضراء في الولايات المتحدة عام 2000 نظام لتصنيف الريادة في الطاقة والتصميم البيئي. يحتوي تصنيفهم القائم على النقاط على ما مجموعه 100 نقطة أساسية ممكنة، إذ يمكن تصنيف المباني على أنها مجازة (مصدّقة) عندما تحصل على 40 نقطة أو تأخذ الدرجة الفضية عند حصولها على 50 نقطة أو الذهبية عند 60 نقطة أو البلاتينية عندما تصل أو تتجاوز ال80 نقطة. تستخدم الريادة في تصميمات الطاقة والبيئة خمس فئات مختلفة للحكم على استدامة المبنى وهي: موقع البناء والمحافظة على المياه وكفاءة الطاقة والمواد المستخدمة في البناء بالإضافة لجودة الهواء الداخلي وفئة إضافية خاصة بالابتكار والتصميم. مثلت المكتبات اعتباراً من عام 2003 16% من جميع مشاريع الريادة في تصميمات الطاقة والبيئة.

### المتطلبات الخاصة
يرتبط تصميم المكتبة المستدام بشكل عام ارتباطاً وثيقاً بحركة المباني الخضراء ولكن تبقى للمكتبات احتياجات خاصة تطرح بعض التحديات الإضافة للبناة الخضر.
كان التحدي الأكبر لهم هو الموازنة مابين الاحتياجات المتضاربة أحياناً للرعاة والمواد. بقيت المحافظة على المعرفة مهمة رئيسية للمكتبات لتصبح قابلة للنقل إلى الأجيال القادمة. كانت الكتب المكتوبة بخط اليد والمطبوعة سابقاً ومنذ أكثر من ألف عام هي الطريقة السائدة للقيام بذلك، وبالرغم من أنها مازالت تلعب دوراً مهماً للغاية في الحفاظ على المعرفة لكن أصبح الإنترنت في الوقت الحالي هو الوسيلة المفضلة للحصول على المعلومات لدى الكثير من الناس. يجب أن تبقى الكتب بعيدة عن درجات الحرارة المرتفعة والرطوبة وأشعة الشمس من أجل المحافظة عليها بالرغم من أن العديد من الأفراد يجدون أن القراءة تحت أشعة الشمس أكثر متعة. يلعب ضوء الشمس دوراً مهماً في التصميم الأخضر بسبب امكانية استخدامه للتقليل من الاعتماد على وسائل الإضاءة الصناعية. احتاجت المكتبات سابقاً لأن تكون محمية من الأشعة الفوق البنفسجية الضارة والمنبعثة من الشمس، ولحسن الحظ فإن التطورات الحديثة في تكنولوجيا تصنيع الزجاج على مدار السنوات العشر الماضية منحت المصممين المزيد من المرونة في قدرتهم على استخدام الزجاج ضمن تصاميمهم.
التحدي الآخر الذي تم تجاهله غالباً هو وزن الكتب. تتمثل الاستراتيجية الشائعة في التصميم الأخضر برفع الأرضية من أجل زيادة معدل الدورة الدموية ولكن وزن حزم الكتب يمكن أن يشكل عائقاً أمام هذه الاستراتيجية. لجأ العديد من المصممين من أجل التعامل مع هذا التحدي لتقسيم المكتبة إلى مناطق محددة بحيث يمكن تفعيل هذه الاستراتيجيات في مناطق معينة ويمكن استخدام البدائل في أقسام أخرى. يجب بناء المكتبات بمرونة من أجل افساح المجال للتوسع في الحجم وفي قدرات الأسلاك الموصولة. تُعد مباني المكتبات استثمارات طويلة الأجل ضمن المجتمع لذلك يجب أن ينظر المعماريون عند تصميمها ل50 أو 100 عام في المستقبل. لا تمثل هذه العقبات تحديات مستعصية على المكتبات الخضراء. المتطلبات الخاصة للمكتبة تحتاج فقط لأن تؤخذ بعين الاعتبار منذ بداية المشروع.

## كيف تصبح المكتبة «مكتبة خضراء»؟
التصميم الأخضر هو عملية متكاملة لا يوجد بها جانب واحد يمكنه أن يجعل المبنى يُصنف كمبنى أخضر. يحدث التكرار أحياناً بدون تكامل مناسب منذ بداية مرحلة التخطيط مما يلغي العديد من الفوائد المحتملة للتصميم المستدام. يستفيد التصميم المستدام الجيد من العلاقات التآزرية الحاصلة بين عناصر التصميم المختلفة. تجمع الريادة في الطاقة والتصميم البيئي هذه العناصر ضمن خمس فئات، يمكن تصميم المباني بطريقة تساعد التصميم الجيد في فئة ما فئة أخرى على تحقيق هدفها.

### اختيار الموقع
يجب اختيار الموقع قبل أن يبدأ التخطيط لعملية البناء بسبب تأثيره الكبير على مدى ملاءمة المكتبة للبيئة. يوجد لدى نظام الريادة في الطاقة والتصميم البيئي عدد كبير من الإرشادات من أجل المساعدة في عملية اختيار الموقع، هناك العديد من الأسئلة والنقاط التي يجب مراعاتها من أجل المساعدة في توجيه عملية اختيار الموقع مثل: مانوع التأثير الذي سيعمله البناء على البيئة المحلية؟ وهل سيحدث تآكل؟ وما العمل للوقاية من تأثير العواصف؟ هل الموقع أخضر بالفعل؟ بالإضافة لشرط أن تكون المكتبة في منطقة مكتظة سكانياً وتقع في موقع قريب من المباني الأخرى ذات الخدمات المشابهة كي يصبح الناس قادرين على الوصول للمبنى عبر وسائل النقل العام بالإضافة لأن أولوية استخدام مواقف السيارات يجب أن تكون لأولئك الذين يستخدمون السيارات الموفرة للطاقة. يُقلَل تأثير «ظاهرة الجزر الحرارية» عن طريق تظليل الأسطح الصلبة أو وضعها تحت الأرض أو عن طريق بناء سقف نباتي (نظام الريادة في الطاقة والتصميم البيئي 2005).

### المحافظة على المياه
تعتمد عدد من المكتبات -من بين الطرق المختلفة للحفاظ على المياه- على اختيار الموقع المناسب من أجل ذلك إذ يمكن استخدام استراتيجيات مختلفة لاستيعاب جريان مياه الأمطار واستخدامها في الري في حال أُختير الموقع بشكل صحيح. توجد إستراتيجية أخرى مستخدمة وهي استخدام تركيبات التدفق المنخفض واستخدام نوع المراحيض الذي لا يحوي ماء.

### الحفاظ على الطاقة
يعتبر الكثيرون أن الطاقة هي أهم فئة من بين الفئات التي يجب أن تصبح مستدامة، كما تعتبر صاحبة القيمة الأكبر بين جميع الفئات في تصنيف الريادة في الطاقة والتصميم البيئي. يعد التصميم الموفر للطاقة بمثابة عودة لمبادئ التصميم السلبي والتي تطورت على مدار آلاف السنين في العديد من النواحي والتي بقيت تستخدم حتى ظهر تكييف الهواء والطاقة الرخيصة والتي جعلت هذه الاستراتيجيات غير ضرورية. صُممت المباني للتخلص من تأثيرات البيئة الخارجية بعد أن أصبح تكييف الهواء متاحاً وبشكل سهل. وضح لميس في حملة «تخضير المكتبة» هذه النقطة عندما قارن بين مكتبتين بنيتا بالقرب من مطلع القرن العشرين وهما مكتبة نيويورك العامة ومكتبة بوسطن العامة، مع مكتبتين بنيتا مؤخراً وهما مكتبة شيكاغو العامة ومكتبة فينيكس العامة. تحتوي المكتبات القديمة على مساحات داخلية ضيقة تسهل وصول الضوء الطبيعي والهواء لها في حين أن للمكتبتين الحديثتين مساحات كبيرة مع مسافات داخلية بعيدة عن البيئة الخارجية تجعل وصول الضوء والهواء مستحيلاً مما جعلها أكثر اعتماداً على الأنظمة الاصطناعية للتحكم بدرجة الحرارة.
بدأ مصممو المباني مع زيادة الوعي البيئي وارتفاع تكاليف الوقود الأحفوري اللازم لتشغيل أنظمة التدفئة والتكييف والتهوية الكبيرة بادراك أنه لا يمكن تجاهل البيئة الخارجية بعد الآن بل يجب محاولة الاستفادة منها. بدأ مصممو القرن الحادي والعشرين في تطبيق مبادئ التصميم السلبي القديمة مع الاستفادة من أحدث التقنيات المتاحة.
تختلف الاستراتيجيات السلبية تبعاً للموقع ولكنها تنفذ دائماً من أجل الاستفادة من العناصر الطبيعية وبشكل خاص الرياح والشمس من أجل التحكم بدرجة الحرارة وتوفير التهوية والضوء. تعتبر الاستراتيجيات النشطة حلولاً أكثر تقدماً تكنولوجياً إذ تشمل استخدام أشكال مختلفة من مصادر الطاقة المتجددة واستخدام أجهزة استشعار لضبط الإضاءة، أصبح استخدام الخلايا الشمسية والتي تحول ضوء الشمس لطاقة وسيلةً شائعة الاستخدام بشكل متزايد من أجل تقليل الاعتماد على الطاقة الصناعية. تجمع المكتبات بين الاستراتيجيات السلبية (المنفعلة) والفعالة من اجل تحقيق أقصى قدر ممكن من الكفاءة والراحة في استخدام الطاقة.